# Ruth Mekelburg
Ruth Mekelburg (* 26. Oktober 1946 in Hordorf) ist eine deutsche Politikerin (SPD). Sie gehörte von 1995 bis 1999 dem Abgeordnetenhaus von Berlin an.

## Leben
Ruth Mekelburg absolvierte nach dem Schulbesuch eine Ausbildung zur Bürokauffrau. Sie war von 1964 bis 1973 in einem Industriebetrieb tätig. Im Anschluss an eine Erziehungszeit arbeitete sie von 1976 bis 1995 für einen Gerichtsvollzieher.

## Partei und Politik
Mekelburg trat 1974 in die SPD ein. Von 1989 bis 1995 vertrat sie ihre Partei in der Bezirksverordnetenversammlung von Spandau, ab 1992 als stellvertretende Fraktionsvorsitzende. Von 1995 bis 1999 hatte sie ein Mandat im Berliner Abgeordnetenhaus. Sie wurde über die Bezirksliste Spandau gewählt.